# Binaire optie
Een binaire optie of digitale optie is een vorm van een financiële optie. Het gaat om een complexe variant van de standaard financiële optie, met meestal afwijkende contractspecificaties. Een digitale optie keert bij verval van de optie een vast bedrag uit of helemaal niets. Dit in tegenstelling tot gewone opties die meer waard worden naarmate ze meer in the money raken. 
Belangrijk verschil tussen gewone opties en binaire opties is dat binaire opties nooit eigendom worden van de belegger. De belegger kan slechts speculeren op de koers van een financieel product. De financiële producten waarmee gehandeld kan worden bij binaire opties zijn voornamelijk te vinden in de categorieën: valuta's, aandelen, grondstoffen of indices.
Binaire opties zijn een riskant beleggingsproduct met een lage financiële en technische instapdrempel. Ze worden via verschillende kanalen online aangeboden.
Op 16 september 2016 heeft het AFM aangekondigd samen met het Ministerie van Financiën aan de slag te gaan om een reclameverbod op binaire opties in Nederland te stellen.
Met ingang van 19 april 2019 geldt een verbod om binaire opties in of vanuit Nederland op de markt te brengen, te verspreiden of te verkopen aan niet-professionele beleggers (retailbeleggers).Deze maatregel geldt voor beleggingsondernemingen in Nederland en voor beleggingsondernemingen in een andere EU-lidstaat die met een bijkantoor of Europees paspoort actief zijn in Nederland.

## Typen
Er zijn twee typen binaire opties: high/low en one touch. Bij high/low onderscheiden we nog de calloptie en de putoptie. De calloptie keert uit als de koers stijgt, de putoptie keert uit als de beurs daalt. Bij winst wordt de inleg terugbetaald en een vooraf vastgesteld rendement (vaak 80% of meer) uitgekeerd. De one touch kent twee scenario's bij expiratiemoment: 'in the money' en 'out of the money'. Bij het afsluiten van de optie voorspelt de belegger of de koers een bepaald niveau haalt voordat het expiratiemoment bereikt is. Haalt de optie dat niveau ('in the money') dan wordt de inleg plus het rendement uitgekeerd. Haalt de optie dat niveau niet ('out of the money'), dan verliest de belegger zijn inleg. One-touchopties zijn risicovoller; hier geldt dan ook een hoger rendement dan voor high/low-opties.

## Aspecten
Er zijn drie aspecten die bij ieder type binaire optie hetzelfde zijn. Dit zijn de volgende aspecten:
- Expiratietijd (expiry time)
- Startkoers
- Beloningspercentage (payout offer)

De expiratietijd is de hoeveelheid tijd vanaf het moment dat de belegger de optie definitief 'koopt' tot het moment dat het optiecontract sluit. Expiratietijden verschillen per binaire-optiemakelaar, in het Engels ook wel "broker" genoemd. De expiratietijd kan variëren van 60 seconden tot lange termijn, waarbij zelfs belegd kan worden op binaire opties met een expiratiemoment dat ver in de toekomst ligt. Na het sluiten van de expiratietijd eindigt de belegger 'in the money' of 'out of the money'.
De startkoers is de waarde van de koers van het financieel product, op het moment van het definitief "kopen" van de binaire optie door de belegger. Wanneer bijvoorbeeld bij de binaire optie high/low voor een calloptie wordt gekozen, zal de koers van het financiële product aan het einde van de expiratietijd hoger moet liggen dan de startkoers om 'in the money' te eindigen.
Het beloningspercentage is het percentage wat de binaire-optiemakelaar biedt aan de belegger wanneer de belegger 'in the money' eindigt. Bij binaire opties variëren deze percentages, vaak afhankelijk van het risico van de belegging. Het beloningspercentage is bij binaire opties bekend voordat de belegger overgaat tot 'koop', zodat de belegger van tevoren weet wat de risico's van de belegging zijn.

## Voorbeelden
High/lowEen belegger sluit voor 100 euro een binaire calloptie af op de AEX tegen een vooraf vastgesteld rendement van 80%. Op het moment van afsluiten noteert de AEX 500 punten. Als aan het einde van de looptijd van de optie de AEX-index boven de 500 punten staat, ontvangt de houder van de call zijn 100 euro plus 80 euro rendement. Indien de AEX lager staat, ontvangt hij niets. In het onwaarschijnlijke geval dat de AEX op hetzelfde niveau blijft, krijgt de belegger veelal zijn inleg terug.
One touchEen belegger sluit voor 100 euro een binaire optie af op aandelen van Apple tegen een vooraf vastgesteld rendement van 125%. Het aandeel heeft op dat moment een waarde van 500. De belegger voorspelt dat de waarde van het Appleaandeel in de komende week boven de 520 zal uitkomen. Het expiratiemoment ligt dus een week verder, de optie is gekocht op 520. Als in die week het Appleaandeel boven de 520 uitkomt, ontvangt de belegger 225 euro (100 euro inleg terug plus 125 euro rendement). Komt het aandeel Apple niet boven de 520 uit, dan ontvangt de belegger niets.